# Morgan (Texas)
Morgan is een plaats (city) in de Amerikaanse staat Texas, en valt bestuurlijk gezien onder Bosque County.

## Demografie
Bij de volkstelling in 2000 werd het aantal inwoners vastgesteld op 485.
In 2006 is het aantal inwoners door het United States Census Bureau geschat op 519, een stijging van 34 (7,0%).

## Geografie
Volgens het United States Census Bureau beslaat de plaats een oppervlakte van
1,9 km², geheel bestaande uit land. Morgan ligt op ongeveer 176 m boven zeeniveau.

## Plaatsen in de nabije omgeving
De onderstaande figuur toont nabijgelegen plaatsen in een straal van 28 km rond Morgan.